# Schismaderma branchi
Schismaderma branchi — вид отруйних жаб родини ропухових (Bufonidae). Описаний у 2021 році.

## Поширення
Ендемік Анголи. Поширений у провінції Маланже на півночі країни.